# Портер (Мен)
Портер (англ. Porter) — місто (англ. town) в США, в окрузі Оксфорд штату Мен. Населення — 1600 осіб (2020).

## Демографія
Згідно з переписом 2010 року, у місті мешкало 1498 осіб у 621 домогосподарстві у складі 416 родин. Було 816 помешкань
Расовий склад населення:
| - 97,2 % — білих - 0,8 % — чорних або афроамериканців - 0,5 % — азіатів - 0,2 % — вихідців з тихоокеанських островів - 0,2 % — корінних американців |

До двох чи більше рас належало 1,0 %. Частка іспаномовних становила 0,6 % від усіх жителів.
За віковим діапазоном населення розподілялося таким чином: 20,2 % — особи молодші 18 років, 64,3 % — особи у віці 18—64 років, 15,5 % — особи у віці 65 років та старші. Медіана віку мешканця становила 44,4 року. На 100 осіб жіночої статі у місті припадало 101,9 чоловіків;  на 100 жінок у віці від 18 років та старших — 100,7 чоловіків також старших 18 років.
Середній дохід на одне домашнє господарство  становив 55 801 долар США (медіана — 43 713), а середній дохід на одну сім'ю — 62 490 доларів (медіана — 47 557). Медіана доходів становила 36 250 доларів для чоловіків та 26 944 долари для жінок. За межею бідності перебувало 12,9 % осіб, у тому числі 21,0 % дітей у віці до 18 років та 3,1 % осіб у віці 65 років та старших.
Цивільне працевлаштоване населення становило 782 особи. Основні галузі зайнятості: освіта, охорона здоров'я та соціальна допомога — 19,6 %, роздрібна торгівля — 13,9 %, науковці, спеціалісти, менеджери — 13,0 %, виробництво — 12,8 %.